# Ringmur

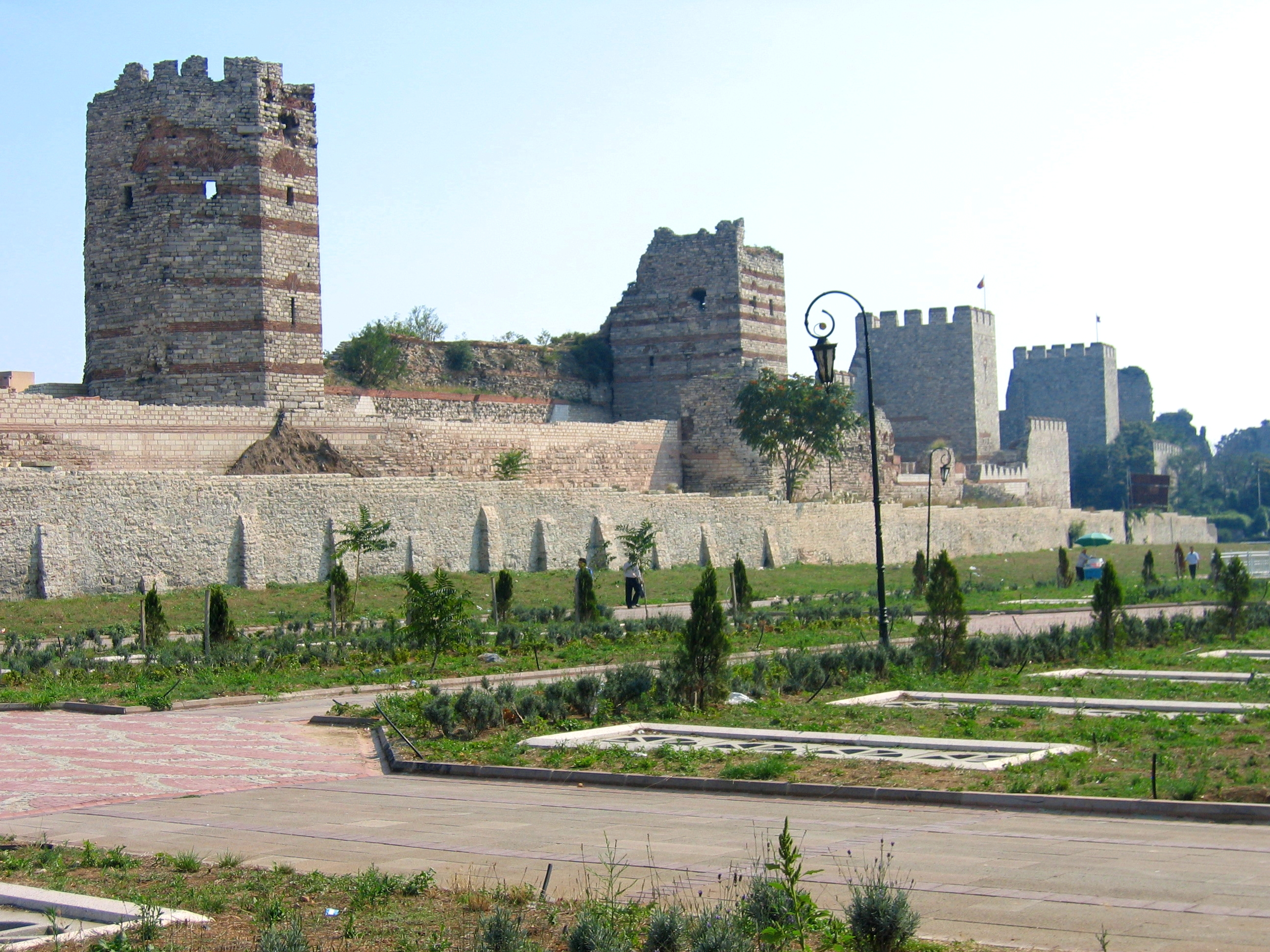
Konstantinopels murar i Istanbul.

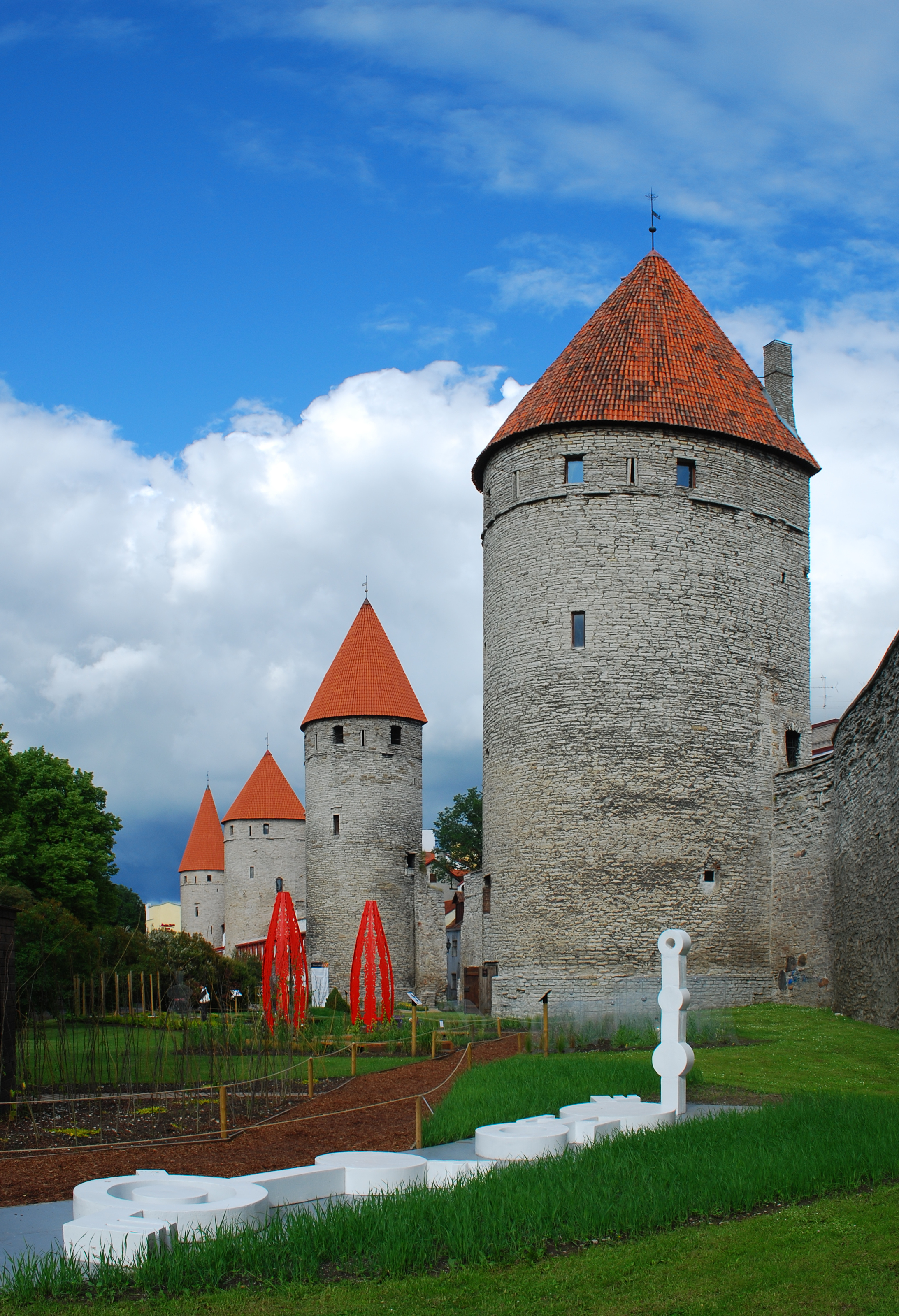
Stadsmuren runt Gamla staden i Tallinn.

En ringmur eller stadsmur är en historisk försvarsanläggning för städer. De flesta är byggda av sten och lera och är minst lika höga som en människa, ofta mycket större. Ingångar till staden fanns bara vid stadsportarna, som också kunde fungera som stadstullar. Under medeltiden var det ett privilegium att bygga en ringmur.
I antiken och fram till medeltiden hade nästan varje stad en ringmur. Många ringmurar genomgick en upp- eller ombyggnad under tidens lopp. Ofta finns en gångstig på murens krön.
Med moderna artillerier som började tillverkas från 1600-talet och framåt blev ringmurarna i sin klassiska utformning obsoleta. Städer kunde beskjutas innanför murarna på allt större avstånd. I Frankrike gav ringmurarnas raserande upphov till begreppet boulevarder. I Sverige avskaffades stadstullen 1810 vilket gjorde att städer som tullgräns upphörde och därefter raserades många murpartier under 1800-talet.

## Bevarade svenska ringmurar

### Visby
Visby ringmur har till största del bevarats och är en av stadens riktmärken och stora sevärdheter. Ringmuren delar staden mellan innerstaden och utanför.

### Åhus

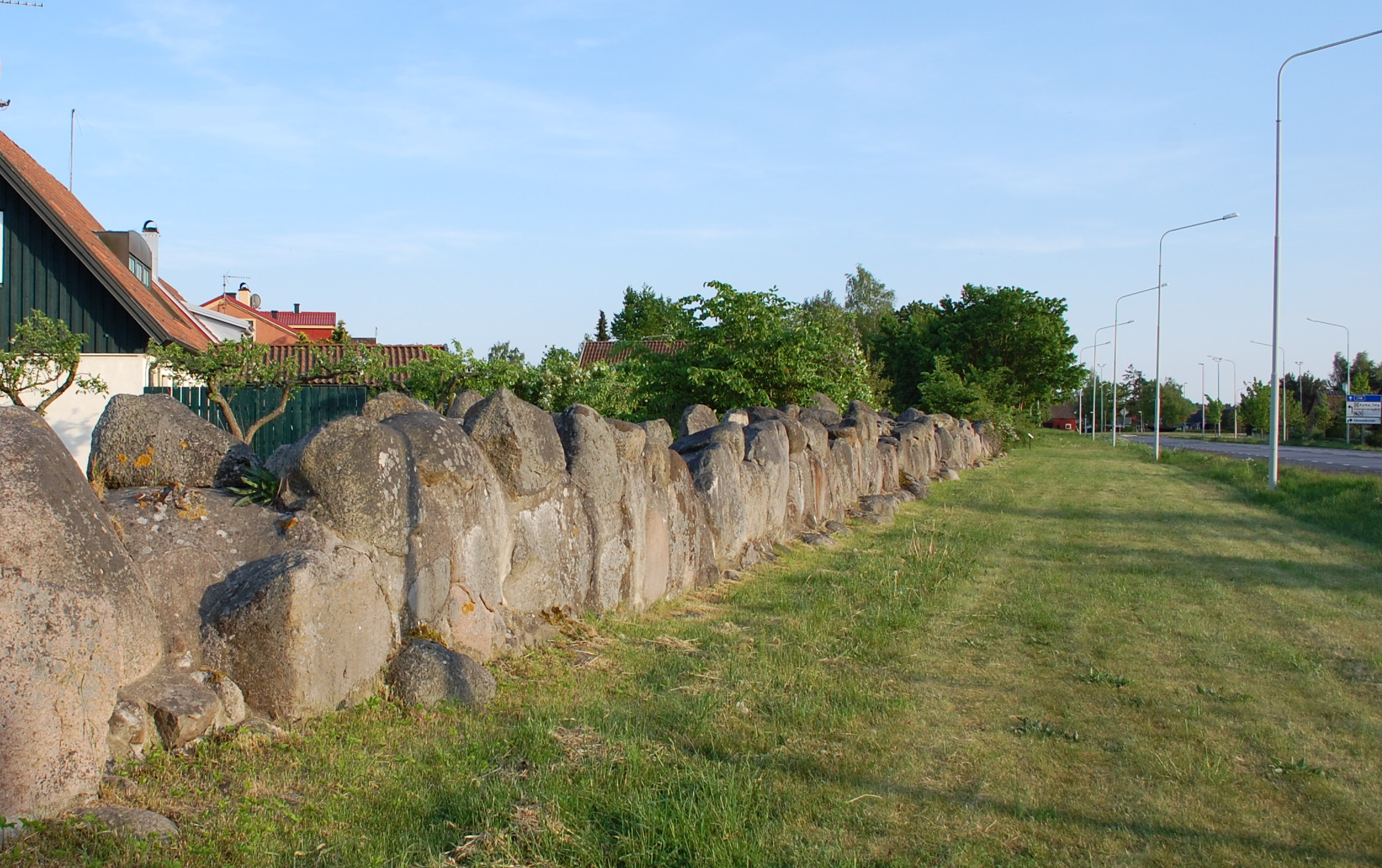
Rest av stadsmuren i Åhus.

Åhus stadsmur, som anses vara den näst bäst bevarade i Norden, uppfördes i början av 1300-talet på stadens västra och norra sida. Cirka 250 meter låg mur återstår.

### Kristianopel
Kristianopel har en bevarad stadsmur från 1600-talets danska fästningsbygge. Höjden raserades efter svenskarnas övertagande från Roskildefreden 1658 men har bevarats till 1–1,5 meters höjd längs med stadsvallen.

### Kalmar
I Kalmar finns delar kvar av gamla ringmuren vid Söderport.

### Stockholm
En cirka 55 meter lång rest av Stockholms norra stadsmur, som fanns på Helgeandsholmen, kunde till 2023 beses i det 2023 nedlagda Stockholms medeltidsmuseum. Den ligger (2024) i en fastighet som ägs av Sveriges riksdag och är inte längre tillgänglig för allmänheten.

## Bildgalleri

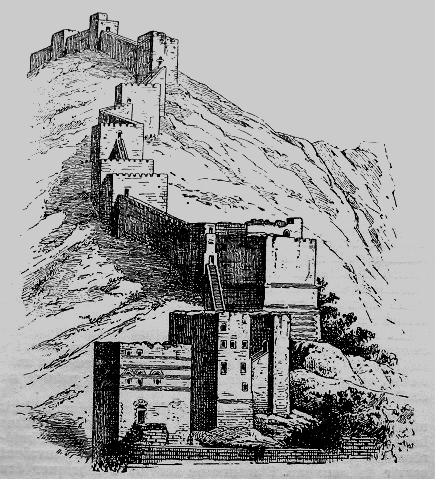
Ringmur runt staden Antiochia.